# Mathias Jänisch
Mathias Jänisch (Niederanven, 27 de agosto de 1990) es un exjugador de fútbol profesional luxemburgués que jugaba en la demarcación de defensa. Desde la temporada 2024-25 es entrenador asistente del UN Käerjéng 97.

## Biografía
Tras jugar en las filas del US Hostert, Jänisch se fue cedido al CS Grevenmacher durante las tres temporadas siguientes, en las que marcó dos goles en 21 partidos jugados. En 2009 fue traspasado finalmente al FC Differdange 03, equipo donde marcó 16 goles en 174 partidos. Además ganó la Copa de Luxemburgo en 2010 y en 2011.

## Selección nacional
Tras pasar por las categorías inferiores, Mathias Jänisch fue convocado por la selección de fútbol de Luxemburgo un total de 33 veces, llegando a marcar un gol. Dicho gol fue contra la selección de fútbol de Irlanda del Norte el 10 de septiembre de 2013 en la clasificación de UEFA para la Copa Mundial de Fútbol de 2014.

## Clubes
| Club                  | País       | Año       | Partidos | Goles |
| --------------------- | ---------- | --------- | -------- | ----- |
| CS Grevenmacher       | Luxemburgo | 2007-2009 | 42       | 2     |
| FC Differdange 03     | Luxemburgo | 2009-2019 | 274      | 21    |
| FC Progrès Niedercorn | Luxemburgo | 2020-2022 | 34       | 1     |
| UN Käerjéng 97        | Luxemburgo | 2022-2024 | 40       | 3     |

## Palmarés
FC Differdange 03
- Copa de Luxemburgo: 2010 y 2011